# Bulbophyllum colomaculosum
Bulbophyllum colomaculosum é uma espécie de orquídea (família Orchidaceae) pertencente ao gênero Bulbophyllum. Foi descrita por Z.H.Tsi e S.C.Chen em 1994.